# Lee Eun-ju
Lee Eun-ju född 16 november 1980 i Gunsan, Norra Jeolla, död 22 februari 2005 i Bundang, Gyeonggiprovinsen, var en sydkoreansk skådespelare.
Lee Eun-ju led av allvarlig depression och begick självmord genom att hänga sig.

## Filmografi (urval)
- 2004 – Juhong geulshi (The Scarlet Letter)
- 2004 – Taegukgi (Brotherhood of War)
- 2004 – Hayanbang (Unborn but Forgotten)